# چری ای۱۱
چری ای۱۱ (Chery A11) که همچنین به نام‌های فلوین، فنگیون و ویندکلود شناخته می‌شود، اولین ماشین چری است. با وجود این خودروی نامبرده بدون تأیید دولت ساخته شده بود. همچنین این خودرو اولین گام داستان موفقیت چری و تبدیل بازار خودرو چینی از یک وابسته به شرکت‌های مشترک خارجی است.

## توسعه
A11 اساساً نسل اول نسل SEAT Toledo است که از سال ۱۹۹۱ تا ۱۹۹۸ ساخته شده توسط SEAT - یعنی شرکت تابعه اسپانیایی گروه فولکس واگن - بر اساس پلت فرم Volkswagen Group A2 بود. این همان پلت فرم استفاده شده توسط FAW-VW Automobile برای FAW-VW Jetta است که موفق به کسب مجوز شده‌است. تولید Windcloud در واقع بسترهای مخفی با تأمین‌کنندگان قطعات همانند FAW-VW بستگی دارد. یک حل و فصل معامله مالی خارج از دادگاه به این معناست که فولکس واگن موافقت کرد که از یک دعوی طرح شده جلوگیری کند.
خرید طرح‌های Toledo همچنین به صورت مخفی اعدام شد، به رغم SEAT که یک شرکت تابعه Volkswagen است، تمام این مذاکرات حقیقی کار مهندس یون تونگیو بود که در ابتدا برای سرمایه‌گذاری مشترک شرکت فولکس واگن کار می‌کرد.
Tongyao در اصل توسط دولت ووهو، در استان آنهویی، پس از تصمیم به توسعه یک ماشین برای تولید محلی به دست آمد. Tongyao نیز بی سر و صدا خط تولید را برای یک موتور فورد قدیمی در انگلستان خریداری کرد و سپس به آنهویی منتقل شد: اولین موتورها در ماه مه ۱۹۹۹ خط تولید را ترک کردند. این اولین موتور در Windcloud بود. بعدها با موتورهای مدرن تریتک و آتیکو جایگزین شد. در آن زمان، چین قوانینی بسیار سختگیرانه ای داشت که مانع از ورود بازیکنان جدید به صنعت خودرو می‌شد، بنابراین تقریباً دو سال بعد، Chery به‌طور رسمی «اجزای خودرو» را تولید کرد، هرچند که به‌طور کامل به صورت مونتاژ شده بود. در سال ۲۰۰۱، Chery مجوز دولت برای فروش خودروهای خود را در سراسر کشور دریافت کرد.
تولید Chery A11 در دسامبر سال ۱۹۹۹ به عنوان CAC6340 آغاز شد. در سال ۲۰۰۰ Fengyun با کد SQR7160 نامگذاری شد، و تولید این خودروی چینی در سال ۲۰۰۶ به پایان رسید. Chery A15، اولین بار در سال ۲۰۰۳ ارائه شد که جانشین Windcloud است.